# Buris
Buris er en dansk spillefilm fra 2019 instrueret af Claus Klok.

## Handling
Denne artikel mangler et handlingsreferat. Hjælp os med at skrive det.

## Medvirkende
- Andreas Lippert Bjørn, Bo Riis
- Mikael Helmuth, Heimdal
- Claus Klok, Morten Bak